# François Foucard (rose)
'François Foucard' est un cultivar de rosier obtenu en 1900 et mis au commerce en 1901 par le rosiériste français Barbier. Il est issu d'un croisement Rosa wichuraiana x 'L'Idéal'.

## Description
Ce rosier liane hybride de Rosa wichuraiana est l'un des classiques des jardins français et des férus de roses à l'ancienne. Il peut s'élever de 4 mètres jusqu'à 6 mètres de hauteur et présente de multiples fleurs semi-doubles (9-16 pétales) de dimension moyenne et d'un jaune clair évoluant au fur et à mesure vers le crème. Elles sont légèrement parfumées. La floraison n'est pas remontante et a lieu à la fin du printemps.
Le buisson montre un feuillage vert sombre et brillant. Il est fort vigoureux.
Il a besoin d'être exposé au soleil.
Sa zone de rusticité descend à 6b ; il est donc adapté à la moyenne montagne et dans les zones dont la température descend à -15° ou -20° en hiver.
On peut l'admirer à la roseraie du Val-de-Marne de L'Haÿ-les-Roses, près de Paris.
La maison Barbier, à la pointe de l'obtention de grimpants hybrides de Rosa wichuraiana, lance à la même époque cinq cultivars marquants, 'Albéric Barbier', 'François Foucard', 'Auguste Barbier', 'Paul Transon' et 'René André'. Puis cinq autres en 1901, 'Adélaïde Moullé', 'Cramoisi Simple', 'Edmond Proust', 'Elisa Robichon' et 'Rubra'. D'autres suivent dans les catalogues des Barbier au fil des années.